# Johnny Hajjar
Pour les articles homonymes, voir Hajjar.
Johnny Hajjar, né le 17 janvier 1973 à Schœlcher en Martinique, est un homme politique français. Membre du Parti progressiste martiniquais, il est député de la 3e circonscription de la Martinique du 22 juin 2022 au 7 juillet 2024 et douzième vice-président de la CACEM de 2020 à novembre 2022. 
Il est aussi quatrième adjoint au maire de Fort-de-France de 2014 à 2022.
Johnny Hajjar est secrétaire-général du Parti progressiste martiniquais du 26 juin 2016 au 26 novembre 2023, un parti fondé en 1958 par Aimé Césaire.
Lors du 22e Congrès du Parti Progressiste Martiniquais qui a lieu 26 novembre 2023, le député Johnny Hajjar est désigné vice-président du Parti progressiste martiniquais.

## Biographie
Johnny Hajjar est né dans une famille de commerçant d'origine syrienne arrivée en Martinique dans les années 1930. Il suit ses études secondaires au Séminaire-Collège Sainte-Marie, puis au lycée Victor-Schœlcher, où il obtient un baccalauréat C. Il suit ensuite des études de mathématiques puis de sciences de l'éducation à l'université des Antilles et de la Guyane. Il obtient un Capes de mathématiques et devient alors professeur de mathématiques en collège.
En 2001, il se présente sur la liste de Serge Letchimy pour la mairie de Fort-de-France lors des élections municipales de 2001 sous l'étiquette du Parti progressiste martiniquais. 
En 2004, il est élu conseiller général dans le troisième canton de Fort-de-France, contre le conseiller de droite sortant, Miguel Laventure. 
À la suite des élections municipales de 2008, il devient le dixième adjoint au maire de Fort-de-France, Serge Letchimy, et président de la commission développement économique. 
En 2011, il est réélu conseiller général du troisième canton de Fort-de-France et exerce la fonction de vice-président de la commission permanente chargé des transports urbains. 
En 2014, il est élu quatrième adjoint au maire sur la liste de Didier Laguerre et est nommé à la présidence de la Société d'économie mixte de Fort-de-France (Semaff). Lors des premières élections territoriales en 2015, il est élu sur la liste de Serge Letchimy et siège donc dans l'opposition à Alfred Marie-Jeanne à l'Assemblée de Martinique.
Le 26 juin 2016 Johnny Hajjar est élu secrétaire-général du Parti progressiste martiniquais lors du vingtième congrès de ce parti.
En 2020, il est à nouveau élu quatrième adjoint au maire de Fort-de-France, sur la liste de Didier Laguerre, chargé des affaires sociales et est réélu vice-président de la Cacem, délégué à l'habitat. 
Il est élu député dans la 3e circonscription de la Martinique à l'occasion des élections législatives de 2022 en Martinique.
En juin 2024, à la suite de la dissolution de l'Assemblée nationale, il est candidat à sa réélection sous la bannière du Nouveau Front populaire. Lors du premier tour, il finit en tête avec plus de 37,28% des voix face à Béatrice Bellay (PS), qui atteint 25,26%. Celle-ci est élue avec 54,5% des voix en battant Johnny Hajjar.
Le 25 mars 2025, il annonce démissionner du PPM.